# Spirostreptus angulicollis
Spirostreptus angulicollis är en mångfotingart som beskrevs av Karsch 1881. Spirostreptus angulicollis ingår i släktet Spirostreptus och familjen Spirostreptidae. Inga underarter finns listade i Catalogue of Life.